# Morilla falsa
Se denomina morilla falsa a varias especies de hongos que se asemejan a las muy apreciadas morillas verdaderas del género Morchella. Al igual que Morchella, las morillas falsas son miembros de Pezizales, pero dentro de dicho grupo representan varios taxones no relacionados en varias familias: Morchellaceae, Discinaceae, y Helvellaceae, muy frecuentemente Gyromitra. En cambio las especies de Verpa se encuentran en Morchellaceae y son morillas verdaderas.
Recientemente se ha puesto en duda el grado de comestibilidad de Gyromitra esculenta. Gyromitra esculenta, considerada deliciosa, se sabe que es potencialmente mortal si se la consume fresca, pero investigaciones realizadas en la década de 1990 concluyen que las toxinas subsisten aun luego de los tratamientos denominados "adecuados".
Si bien muchas personas comen morillas falsas sin daño aparente, algunas personas han desarrollado expresiones de toxicidad aguda y la evidencia reciente sugiere que también puede haber riesgos para la salud a largo plazo. Estos riesgos solo están asociados con las especies Gyromitra esculenta y Gyromitra ambigua. Todas las demás especies de "morilla falsa" son comestibles una vez cocinadas, por lo que la identificación adecuada es clave.